# Стуре, Стен Младший
Стен Стуре Младший (ок. 1492 — 2 февраля 1520) — регент Швеции с 23 июля 1512, успешно воевавший с датчанами и неприятелями внутри страны, но сложивший голову на озере Меларен, отступая раненым после поражения в битве с Кристианом II на льду озера Осунден, совсем ещё молодым. Сын Сванте Нильсона, возможно отец Нильса Стуре.
На момент смерти его отца главенство в государственном совете имела продатская партия, которая избрала регентом Эрика Тролле. 20-летний Стен Стуре возглавил крестьянское восстание, овладел Стокгольмом и провозгласил себя регентом.
Поскольку церковь приняла сторону датчан, Стуре стремился поставить её под свой контроль. В 1517 г. он лишил свободы архиепископа Густава Тролле, после чего его сторонники при поддержке датчан объявили войну регенту, а папа римский отлучил его от церкви.
После гибели Стуре до сентября 1520 г. вести войну с датчанами продолжала его вдова Кристина Юлленшерна. Через три года Кальмарская уния была расторгнута, и на шведский престол вступил Густав Васа.